# Chaetocladius stamfordi
Chaetocladius stamfordi är en tvåvingeart som först beskrevs av Joahnnsen 1947.  Chaetocladius stamfordi ingår i släktet Chaetocladius och familjen fjädermyggor. Inga underarter finns listade i Catalogue of Life.